# Turok Evolution
Pour les articles homonymes, voir Turok.
Turok Evolution est un jeu vidéo sorti en 2002 sur PlayStation 2, Xbox, GameCube, Game Boy Advance, et sur Windows en 2003.
C'est un jeu de tir à la première personne où le joueur contrôle aussi de temps en temps un Quetzalcoatlus permettant de voler dans le ciel (il dispose d'une mitraillette aux munitions illimitées et des roquettes à recharger).

## Trame
Le jeu suit Tal'Set, un Indien Saquin, qui est transporté à Lost Lands, tandis qu'il luttait contre le capitaine Tobias Bruckner. Ce dernier est un fou tyrannique et génocidaire qui voit les Amérindiens comme des animaux sans valeur. Le personnage est apparemment fondé sur George Armstrong Custer, qui a prononcé sa célèbre phrase Un bon Indien est un Indien mort. Tobias Bruckner dit dans le jeu vidéo Un bon chasseur est un chasseur mort.
Tal'Set est recueilli par Tarkeene, une voyante, qui reconnaît en lui le fils du légendaire Roc (d'où le nom du jeu, Turok). Après avoir été secouru, Tal'Set est envoyé dans la jungle, près du village, afin de livrer bataille contre les Slegs, une race de reptiles humanoïdes.
Durant la lutte, le chef du village, nommé le "Sage" est capturé et enfermé dans la base Slegs, où Tal'Set doit le libérer après s'y être infiltré.
Lors de son intrusion, il découvre que les Slegs projettent d'envahir la ville de Gallyana.
Tal'Set rencontre lors de son périple Bruckner, qui est devenu un général dans l'armée des Slegs (il a été nommé par leur chef, Lord Tyrannus). En effet, quand le portail a été établi, Bruckner et lui ont été aspirés.
À la fin du jeu, le joueur affronte Bruckner chevauchant un tyrannosaure muni d'armes diverses (mitraillette, lance-flammes, lance, ...). Une fois vaincu, Tal'Set accepte son sort, devenir Turok, le fils du Roc, laissant envisager une suite dans laquelle il combattrait Lord Tyrannus.
Il est à rappeler que l'histoire se situe avant les évènements de Turok: Dinosaur Hunter, car elle se situe avant que Tal'Set endosse le rôle de "Turok". D'ailleurs on peut voir que dans les autres jeux les Slegs ont disparu, indiquant clairement qu'une suite était prévu, d'autant que Tal'Set rencontre Lord Tyranus, mais que Tarkeene intervient afin d'éviter le combat et remettre celui-ci à plus tard.
Le jeu se termine sur Lord Tyranus qui, en haut de sa tour, veut en découdre avec Tal'Set, fléau pour ses projets de conquêtes des Lost Lands.

## Système de jeu

### Environnements
Le jeu est composé de 15 chapitres, certains se déroulent sur terre, d'autres dans les airs, les chapitres sont divisés en sous chapitres. Le jeu sauvegarde entre deux sous chapitre accomplie.
Turok parcourt jungle, canyons, forêt et autres terres sauvages, mais il va aussi dans la base Sleg, défend une ville attaquée par les Slegs et visite les ruines d'une ancienne civilisation perdue, reprenant l'architecture des temples de la civilisation khmer.
Afin d'accroître l'immersion, quand le joueur, ou un ennemi, passe à côté d'une plante, celle-ci bouge. De plus, le joueur peut aussi se camoufler derrière l'une d'elles afin de surprendre son adversaire. Par ailleurs, le joueur peut abattre les palmiers ou des sapins, afin de les faire chuter sur ses adversaires pour les tuer.
D'ailleurs, afin de rendre plus réalistes les environnements, ils sont habités par divers animaux.

### Multijoueur
Le jeu offre 13 environnements différents se trouvant en intérieur ou en extérieur : Jungle, ruines, désert, marais, épave de navire... et un niveau clin d'œil au premier Turok avec un village perché dans les arbres. Certains peuplés de dinosaures, tels le compsognathus ou le vélociraptor, ce qui apporte un challenge supplémentaire aux parties. D'autre dispose de piège automatique ou a enclencher pour piéger ses adversaires.
De plus, les environnements disposent de bonus permettant d'accroitre la vitesse, la force, etc.
Et tout comme dans le jeu, certain environnements disposent de mitraillettes fixes pouvant être utilisées lors des combats.
Le jeu propose d'incarner tous les personnages humanoïdes du jeu (humain et Sleg) et aussi deux espèces de raptor (pour certain niveau aussi). Ceux-ci ne peuvent utiliser des armes, mais sont rapides et puissants.
Le modes sont le Deathmatch, au capture the flag et le monkey tag. On peut aussi faire des combats aériens à dos de Quetzalcoatlus.
Le défaut du mode multijoueur est que sur certaine console n'était jouable qu'à deux joueurs, que sur d'autres à quatre. De plus les créateurs du jeu avait oublie d'y ajouter des bots, c'est-à-dire des personnages dirigé par le jeu afin d'accroitre le nombre d'adversaire.

## Accueil
Sur console, le résultat final est assez mitigé. Plus fin et détaillé sur Xbox que sur PS2, il fut critiqué par certain magazines spécialisés ou encensé par d'autres. Certains joueurs l'apprécie à cause de ses environnements exclusifs en pleine nature et ceux dans des villes a l'architecture unique, tandis que d'autres trouvent ses points forts comme des défauts. Du moins, Il offrait une expérience que de nombreux titres n'offraient pas encore à l'époque.
Son adaptation PC fut désastreuse : nombreux bugs, gameplay vieillissant... Il a obtenu par le site Jeuxvideo.com la note de 3/20. Il avait été réalisé dans un sentiment d'empressement.
Malheureusement pour Acclaim, le jeu a coûté plus cher qu'il n'a fait gagner d'argent. Ce fut l'une des raisons de la disparition de cette marque.[réf. nécessaire]